# Salomon Jadassohn

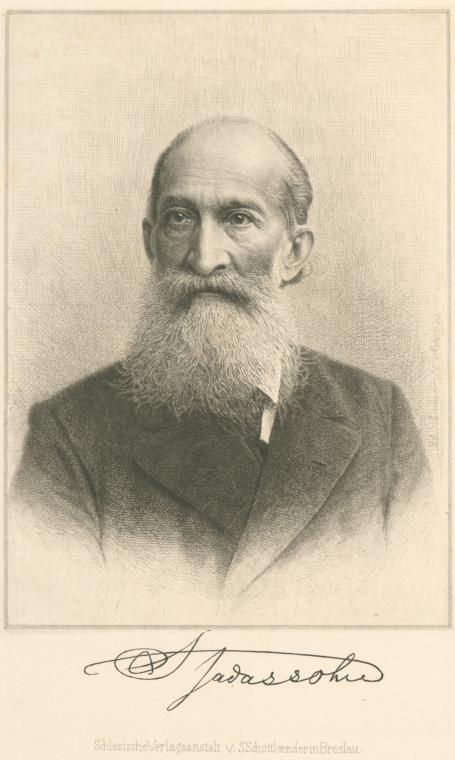
Gesigneerde foto van Salomon Jadassohn, ca. 1900

Salomon Jadassohn (Breslau, 13 augustus 1831 – Leipzig, 1 februari 1902) was een Duitse componist, dirigent en muziekleraar. Hij gebruikte voor bepaalde werken ook de pseudoniemen: Hector Ollivier, H. Olivier en L. Lübbenau.

## Levensloop
Jadassohn werd geboren in Breslau, het huidige Wrocław in Polen. Hij kreeg eerste muzieklessen van Moritz Brosig, Adolf Friedrich Hesse en Ignaz Peter Lüstner te Breslau. Hij studeerde vanaf 1848 aan het Conservatorium Leipzig bij Moritz Hauptmann, Ernst Richter en Julius Rietz (compositie) en Ignaz Moscheles (piano). Van 1849 tot 1851 studeerde hij ook bij Franz Liszt in Weimar. Hij werd dirigent van het koor van de Synagoge te Leipzig. Later dirigeerde hij de concertreeks Euterpeconcerten te Leipzig. In 1871 werd hij leraar aan het conservatorium van Leipzig en doceerde in muziektheorie, piano en compositie. In 1887 werd hij eredoctor van de Universiteit Leipzig. Jadassohn componeerde ongeveer 130 verschillende werken waaronder vier symfonieën, twee pianoconcerten, werken voor piano en veel kamermuziek. Geen enkel werk van Jadassohn wordt tegenwoordig nog uitgevoerd.

## Leerlingen
Jadassohn is vooral belangrijk door zijn rol als muziekpedagoog. Samen met Carl Reinecke heeft hij in Leipzig grote invloed uitgeoefend op een hele generatie componisten. Edvard Grieg, Zdeněk Fibich, Bernard Zweers, George Chadwick, Christian August Sinding, Ethel Smyth, Emil Nikolaus von Rezniček, Isaac Albéniz, Frederick Delius, Felix Weingartner, Ferruccio Busoni, Cornelis Dopper, Richard Wetz, Franco Alfano, Sigfrid Karg-Elert, Wilhelm Backhaus , Leander Schlegel en  Mikalojus Konstantinas Čiurlionis waren op het conservatorium leerlingen van hem.

## Composities

### Werken voor orkest

#### Symfonieën
- 1861 Nr. 1 in C-groot, op. 24
- 1865 Nr. 2 in A-groot, op. 28
- 1876 Nr. 3 in d-klein, op. 50
- 1889 Nr. 4 in c-klein, op. 101

#### Concerten voor instrumenten en orkest
- 1887 Concert nr. 1 in c-klein voor piano en orkest, op. 89
  1. Introduction quasi recitativo. Allegro appassionato – Andante
  2. Adagio sostenuto
  3. Ballade. Allegro patetico – Molto più mosso
- 1888 Concert nr. 2 in f-klein voor piano en orkest, op. 90
  1. Allegro energico e passionato
  2. Andantino quasi allegretto – Agitato – Allegro deciso – Andantino
  3. Allegro appassionato
- 1894 Cavatine voor cello en orkest, op. 120
- Cavatine voor viool en orkest of piano, op. 69

### Andere orkestwerken
- 1876 Serenade nr. 3 in A-groot voor orkest, op. 47
  1. Introduzione in tempo di marcia
  2. Cavatina ed Intermezzo
  3. Scherzo a capriccio
  4. Finale

### Werken voor koor
- 1896 Psalm 150 voor gemengd koor en orkest (FWV 69)
- An den Sturmwind
- Fräulein Kunigund voor vrouwenkoor, op. 130, nr. 6
- Johannistag voor solisten, driestemmig vrouwenkoor en piano, op. 134 – tekst: sprookjesgedicht van Elisabeth Heinrich
- Kein Feuer, keine Kohle voor vrouwenkoor, op. 68, nr. 1
- Trostlied
- Trüb ist mein Herze voor vrouwenkoor, op. 68, nr. 2
- Vergebung voor gemengd koor en orkest
- Verheißung voor gemengd koor en orkest, op. 55

### Kamermuziek
- 1858 Strijkkwartet nr. 1 in c-klein, op. 10
- 1859 Trio nr. 1 in F-groot voor viool, cello en piano, op. 16
- 1859 Trio nr. 2 in E-groot voor viool, cello en piano, op. 20
- 1859 Trio nr. 3 in c-klein voor viool, cello en piano, op. 59
- 1860 Kwintet nr. 1 voor 2 violen, altviool, cello en piano, op. 70
- 1884 Kwintet nr. 2 voor 2 violen, altviool, cello en piano, op. 76
- 1884 Kwartet nr. 1 in c-klein voor viool, altviool, cello en piano, op. 77
- 1887 Trio nr. 4 in c-klein voor viool, cello en piano, op. 85
- 1887 Kwartet nr. 2 in G-groot voor viool, altviool, cello en piano, op. 86
- 1888 Sextet voor 2 violen, altviool, cello en piano vierhandig, op. 100
- 1890 Kwartet nr. 3 in a-klein voor viool, altviool, cello en piano, op. 109
- 1895 Kwintet nr. 3 in g-klein voor 2 violen, altviool, cello en piano, op. 126
- Capriccio voor dwarsfluit en piano, op. 137
- Notturno voor dwarsfluit en piano, op. 133
- Serenade voor blazersoktet, op. 104
- Strijkkwartet nr. 2 op. 12
- Strijkkwartet nr. 3 op. 18
- Strijkkwartet nr. 4 op. 22

### Werken voor orgel
- Fantasie, op. 95

### Werken voor piano
- 1884 Improvisationen voor piano, op. 75
  1. Bolero
  2. Ländler
  3. Zwiegespräch
  4. Frühlingslied
  5. Bitte
  6. Capriccio
- 1894 Maskenball (Bal masqué), zeven karakterstukken voor piano, op. 121 (vervolg van op. 26)
  1. Entrata
  2. Arlecchino
  3. Intermezzo
  4. Promenade
  5. Divertimento
  6. Siciliana
  7. Finale
- 1895 Zweite Serenade in E groot voor piano in twaalf Canons comp., op. 125
  1. Andante
  2. Appasionato
  3. Adagio
  4. Capricietto
- (5) Albumblätter voor piano, op. 63
- Arabesken in C-groot voor piano, op. 53
- Bal masqué sept airs de ballet, op. 26
- Balletmusik in sechs Canons voor piano vierhandig, op. 58
- Chaconne voor twee piano's, op. 82
- Menuet voor twee piano's achthandig, op. 66
- Praeludien und Fugen voor piano, op. 56
  1. in cis-klein
  2. in D-groot
  3. in F-groot
  4. in d-klein
  5. in c-klein
  6. in D-groot
  7. in cis-klein
  8. in Es-groot
  9. in a-klein
- Suites de pièces – Scherzo, op. 104a

## Publicaties
- Die Formen in den Werken der Tonkunst : Analysirt und in stufenweise geordnetem Lehrgange für die praktischen Studien der Schüler und zum Selbstunterricht, Fr. Kistner (Leipzig), 1885. 162 p., zie ook: internetuitgave bij Internet Archive
  1. ook in de Franse vertaling van William Montillet: Les Formes musicales dans les chefsd'oeuvres de l'art – Cours analysé et systématiquement rangé en vue des études pratiques de l'élève et de l'autodidacte, 21e druk, Leipzig : Breitkopf & Härtel, 1926, 150 p.
  2. ook in der Italiaanse vertaling van Achille Schinelli: Le Forme nelle opere musicali : Corso analitico sistematicamente ordinato per lo studio pratico dell' Allievo e per l'autodidattica, 2e druk, Leipzig : Breitkopf & Härtel, 1925. 147 p.
- Das Wesen der Melodie in der Tonkunst, Breitkopf & Härtel (Leipzig), 1899. 99 p. zie ook: internetuitgave bij Internet Archive
- Lehrbuch der Instrumentation, 2e druk, Leipzig : Breitkopf & Härtel, 1907. 399 p.
- Lehrbuch der Harmonie, 16e druk, Leipzig : Breitkopf & Härtel, 1917. 290 p.
  1. ook in de Franse vertaling van Edouard Brahy: Traité d'harmonie, 3e en 9e druk, Leipzig : Breitkopf & Härtel, 1921. 278 p.
- Aufgaben u. Beispiele für die Studien in der Harmonielehre mit Bezugnahme auf des Verfassers : Lehrbuch der Harmonie, 7e druk, Leipzig : Breitkopf & Härtel, 1913. 96 p.
- Thèmes et exemples pour l'ètude de l'harmonie, 3e en 4e druk, Leipzig : Breitkopf & Härtel, 1921. 96 p.
- Lehrbuch des einfachen, doppelten, drei- und vierfachen Kontrapunkts, 6e druk, Leipzig : Breitkopf & Härtel, 1917. 131 p.
- Der Generalbaß: Eine Anleitung für die Ausführung der Continuo-Stimmen in den Werken der alten Meister, Leipzig: Breitkopf & Härtel, 1901
- Die Lehre vom Canon und von der Fuge, 3e druk, Leipzig : Breitkopf & Härtel, 1913. 42 p.
  1. ook in de Engelse vertaling van Gustav Tyson-Wolff: A Course of instruction on canon and fuge, 3e druk, Leipzig : Breitkopf & Härtel, 1929. 194 p.
- Die Kunst zu modulieren und zu präludieren : ein praktischer Beitrag zur Harmonielehre in stufenweise geordnetem Lehrgange, 3e druk, Leipzig : Breitkopf & Härtel, 1914. 188 p.
- Das Tonbewußtsein, Breitkopf & Härtel (Leipzig), 1899. zie ook: internetuitgave bij Internet Archive
- Musikalische Kompositionslehre, 5 delen.

- Bibsys: 3120213
- Biblioteca Nacional de España: XX1725413
- Bibliothèque nationale de France: cb12535855m (data)
- CiNii: DA05714955
- Gemeinsame Normdatei: 119258021
- International Standard Name Identifier: 0000 0003 6854 2394
- Library of Congress Control Number: n88613906
- Nationale Bibliotheek van Letland: 000049093
- MusicBrainz: 2ad7a7bf-8ca2-4cf9-aa6d-bd6785dc0a5a
- Bibliotheek van het Japanse parlement: 00522925
- Nationale Bibliotheek van Tsjechië: xx0064082
- Nationale bibliotheek van Australië: 35714040
- Nationale Bibliotheek van Israël: 987007278876005171
- Nationale Bibliotheek van Polen: a0000002126110
- Nederlandse Thesaurus van Auteursnamen: 073909491
- LIBRIS: 304533
- SNAC: w6057svx
- Système universitaire de documentation: 034621768
- Trove: 1054088
- Virtual International Authority File: 41951798
- WorldCat: E39PBJfWW4xwGjyqwPhBmPFkDq